# Никулино (станция)
Нику́лино — железнодорожная станция Куйбышевской железной дороги в Николаевском районе Ульяновской области, расположена на электрифицированной линии Пенза—Сызрань. Класс станции 1

## История
Станция Никулино открыта в 1874 году, электрифицирована постоянным током 3 кВ в 1964 году.

## Деятельность
На станции осуществляются:
- Продажа билетов на все пассажирские поезда.
- Приём и выдача багажа[4].

На станции производятся пригородные перевозки на Кузнецк и Сызрань.